# Kawa Nemir

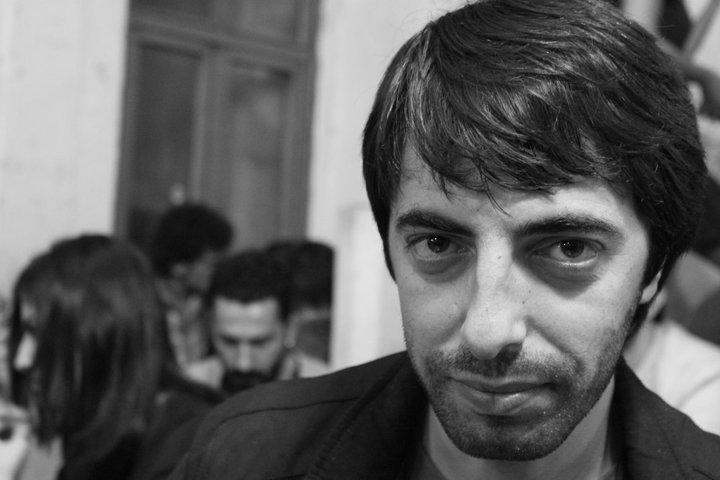
Kawa Nemir (2015)

Kawa Nemir (* 29. Mai 1974 in Iğdir, Türkei) ist ein kurdischer Schriftsteller und Übersetzer englischsprachiger Werke in die kurdische Sprache. Zu seinen Übersetzungen gehören unter anderem Ulysses von James Joyce und das Stück Hamlet von William Shakespeare.
Kawa Nemir ist ein Künstlername.

## Leben
Er wurde 1974 in Iğdir in einer wohlhabenden Familie geboren und besuchte Grundschulen sowohl in Iğdir als auch in Istanbul. Einem in der Voice of America veröffentlichten Interview zufolge wurde er in der Schule mit Assimilation und der Verleugnung der kurdischen Nation konfrontiert. Nach dem Studium der englischen Sprache und Literatur an den Universitäten Hacettepe und Istanbul studierte er bis 2002 auch Altgriechisch an der Universität Istanbul. In den frühen 2000er Jahren zog er nach Diyarbakır.

## Arbeit als Übersetzer
Insgesamt wurden bisher 28 von seinen 106 übersetzten Werke aus dem Englischen ins Kurdische veröffentlicht, darunter T.S. Eliot, Emily Dickenson, William Butler Yeats, Sylvia Plath und Walt Whitman.  Er hat nicht nur viele Klassiker der griechischen und römischen Literatur ins Kurdische übersetzt, sondern ist auch Dramatiker und hat den kurdischen Klassiker Mem u Zin von Ehmedê Xhanî für das Theater adaptiert.
Seit 1997 war Nemir Chefredakteur einer bekannten Kultur- und Literaturzeitschrift in kurdischer Sprache, der Jiyana Rewşen. Unter seiner Leitung veröffentlichte das Magazin bis 2003 monatlich zweiundfünfzig Ausgaben. Bei Jiyana Rewsen veröffentlichte er zudem Bücher, darunter folgende:
- Gilgamêş û Çend Mythosên Din (Gilgamesh and Some Other Myths), mythology. Jiyana Rewşen Editions, 2000.
- Mirin Niqutî Dilê Firokevanekî Îrlandî (An Irish Airman Foresees His Death), poetry by William Butler Yeats. Sî Editions, 2002.
- Selpakfiroş (The Paper Handkerchief Seller), poetry by Kawa Nemir. Rewşen-Name Editions, 2003.

2003 gründete er den Verlag Bajar, um Weltliteratur auf Kurdisch zu verlegen. In diesem Verlag wurden unter anderem folgende Bücher veröffentlicht:
- Pêşengno! Lo Pêşengno! (Pioneers! O Pioneers!), Gedichte von Walt Whitman. Bajar Editions, 2004.
- Welatê Bejî û Deh Koroyên ‘The Rock’ê (The Waste Land and 10 Choruses from ‘The Rock’), Gedichte von T. S. Eliot. Bajar Editions, 2004.
- Ji Çîn û Maçînê + Hemû Berhemên Helbestî yên T. E. Hulme (From China + The Complete Poetical Works of T. E. Hulme), Gedichte von Ezra Pound and T. E. Hulme. Bajar Editions, 2005.

Der Verlag Bajar wurde bald aus finanziellen Gründen geschlossen. Im Jahr 2004 zog Nemir nach Diyarbakır und versuchte es erneut: Hier gründete er den Verlag Lîs Editions, der Kurmanci-Übersetzungen internationaler Klassiker veröffentlichen sollte. Dieser Verlag veröffentlichte Übersetzungen von William Shakespeare, Franz Kafka, Selma Lagerlöf, Emily Dickinson, William Faulkner, Gabriel García Márquez, Yaşar Kemal, Leylâ Erbil, Orhan Pamuk und Murathan Mungan. Im Verlag Lîs Editions erschienen auch Nemirs Originalwerke.
Im Jahr 2012 wurde seine Übersetzung von Shakespeares Hamlet im RAST-Theater in Amsterdam, Niederlande, uraufgeführt. Es war die erste kurdische Adaption von Hamlet und wurde später vom Stadttheater von Diyarbakir an mehreren Orten und zu verschiedenen Anlässen aufgeführt. Neben seiner Hamlet-Übersetzung wurde die Übersetzung von Ein Sommernachtstraum auf Theatern inszeniert.
Im Jahr 2019 wurde seine Übersetzung von Giacomo Puccinis Oper Tosca im Amsterdamer Stadttheater uraufgeführt.
Am 21. März 2023 erschien seine Übersetzung des Ulysses ins Kurdische.

## Preise und Auszeichnungen
- 2010 Feqî Huseyîn Sagniç Preis des Kurdischen Instituts in Istanbul.
- 2018 Aufenthalt im ehemaligen Haus von Anne Frank durch die niederländische Stiftung für Literatur

## Eigene Werke
- Çavdêriyên Barbarekî (Observations of a Barbarian), Kurzgeschichten von Kawa Nemir. Lîs Editions, 2011.
- Bîşenga Deşta Dûr (The Drooping Willow of a Distant Prairie), Gedichte von Kawa Nemir. Lîs Editions, 2006.
- Salname (The Yearbook), Gedichte von Kawa Nemir. Lîs Editions, 2009.
- Bêdengî û Tiştên Din (Silence and Other Things), Gedichte von Kawa Nemir. Lîs Editions, 2012.
- Kevirên Bendewarîyê (The Stones of Biding), Gedichte von Kawa Nemir. Lîs Editions, 2015.

## Übersetzungen ins Kurdische (Auswahl)
- Erdên Bihuştê yên Winda (The Lost Lands of Paradise), Roman von Yavuz Ekinci, aus dem Türkischen übersetzt. Doğan Kitap Editions, 2013.
- Tramwaya Viyanê (A Streetcar Named Desire), ein Stück von Tennessee Williams. City Theatre of Diyarbakır Editions, 2013.
- Şêweyên Dîtinê (The Ways of Seeing), art criticism by John Berger. Cinema Academy of the Middle East Editions, 2015.
- Pen Li Seyrangehê (Pen in the Park), ein Kinderbuch von Raşel Meseri. Habitus Kitap Editions, 2015.
- Sercem Şi’rên James Joyce – Collected Poems Of James Joyce. Avesta-Veröffentlichungen (Avesta Yayınları), 2022.[9]
- Ulysses. Avesta-Veröffentlichungen (Avesta Yayınları), 2023.[10]